# Methyldopa
Methyldopa, được bán dưới tên thương mại là Aldomet cùng với một số những tên khác, là một loại thuốc dùng để điều trị cho bệnh cao huyết áp. Đây là một trong những phương pháp điều trị ưu tiên cho bệnh cao huyết áp trong thai kỳ. Đối với các bệnh huyết áp cao khác bao gồm huyết áp cao dẫn đến các biến chứng, thuốc thường được ưa chuộng hơn. Thuốc có thể được đưa vào cơ thể qua đường miệng hoặc tiêm vào tĩnh mạch. Các hiệu ứng sẽ bắt đầu sau khoảng 5 giờ sau khi dùng thuốc và có hiệu lực trong khoảng một ngày.
Các tác dụng phụ thường gặp bao gồm buồn ngủ. Tác dụng phụ nghiêm trọng hơn có thể có như sự cố tế bào hồng cầu, các vấn đề về gan và các phản ứng dị ứng. Methyldopa nằm trong nhóm thuốc chủ vận thụ thể alpha-2 adrenergic. Chúng hoạt động bằng cách kích thích não làm giảm hoạt động của hệ thần kinh giao cảm.
Methyldopa được phát hiện vào năm 1960. Nó nằm trong danh sách các thuốc thiết yếu của Tổ chức Y tế Thế giới, tức là nhóm các loại thuốc hiệu quả và an toàn nhất cần thiết trong một hệ thống y tế. Chi phí bán buôn ở các nước đang phát triển là khoảng 4,31 đến 9,48 USD cho mỗi tháng. Tại Hoa Kỳ, chi phí là ít hơn 25 USD cho mỗi tháng điều trị.